# Pseudallapoderus insissus
Pseudallapoderus insissus es una especie de coleóptero de la familia Attelabidae.

## Distribución geográfica
Habita en Vietnam y Tailandia.